# Jordan Media Institute

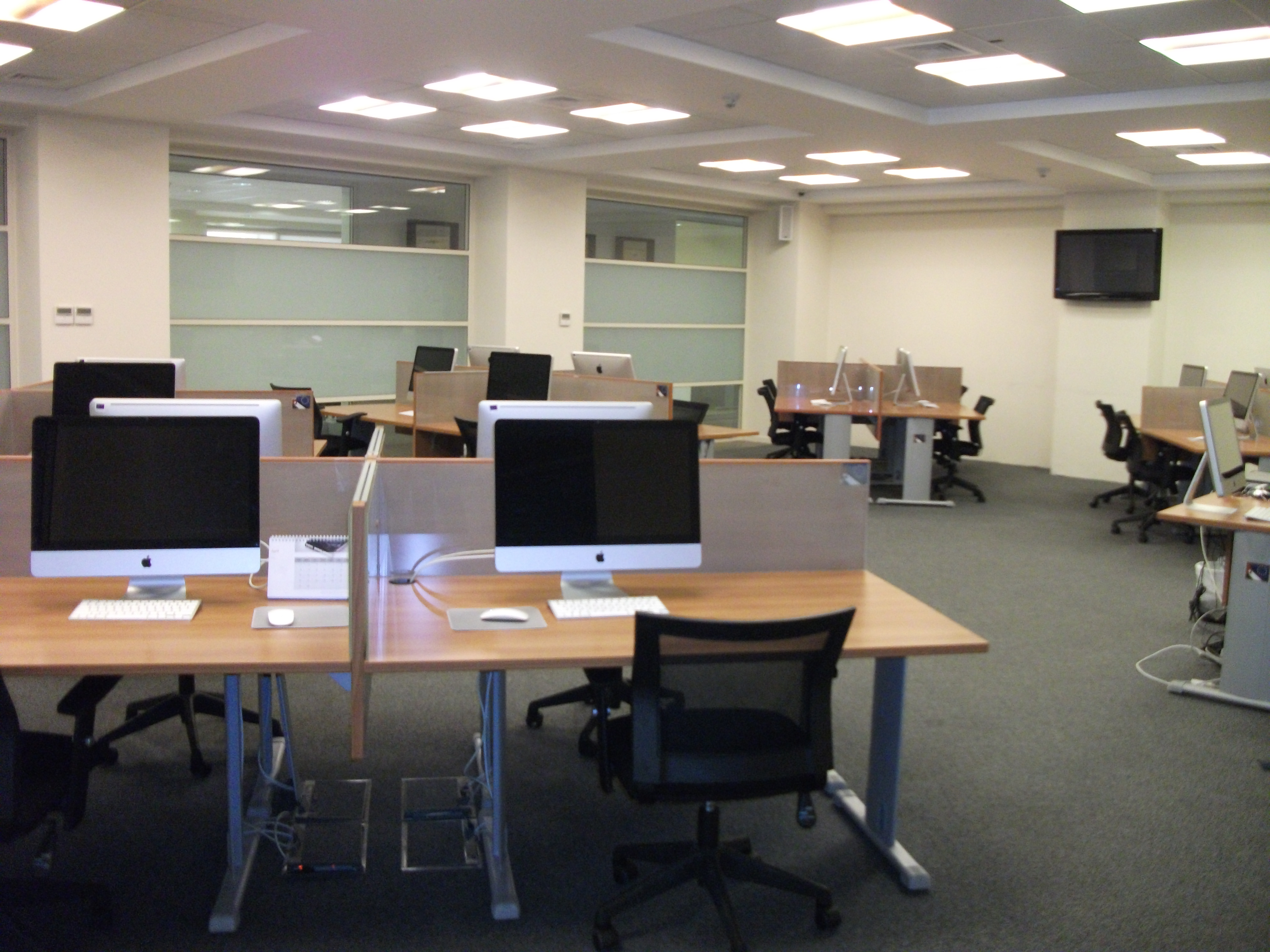
Newsroom im JMI

Das Jordan Media Institute (JMI; arabisch معهد الإعلام الأردني, DMG maʿhad al-iʿlām al-urdunniyya) ist ein gemeinnütziges Unternehmen, das Journalisten ausbildet. Es wurde am 14. August 2006 von der jordanischen Prinzessin Rym Ali gegründet, und offiziell im Februar 2010 eröffnet.

## Master-Studium Journalismus und neue Medien
Das Institut bietet in Verbindung mit der Universität von Jordanien ein einjähriges Studium mit praktischem Master-Abschluss in Journalismus. Die Unterrichtssprache ist Arabisch, aber es werden Lektionen und Gastvorträge in englischer Sprache angeboten.

## Ausbildungsprogramme
Ausbildungsprogramme erfolgen mit den Kooperationspartnern:
- UNESCO (Organisation der Vereinten Nationen für Erziehung, Wissenschaft und Kultur)
- Internationale Zentrum für Journalisten von Washington, D.C.
- Canadian International Development Agency
- ALECSO (Arabische Liga für Erziehung, Kultur und Wissenschaft Organisation).
- DW Akademie
- Europäische Union
- Utenriksdepartementet
- UNICEF
- Deutsche Gesellschaft für Internationale Zusammenarbeit
- United States Agency for International Development